# 小行星1537
小行星1537（1537 Transylvania）是一颗围绕太阳公转的小行星。1940年8月27日，斯特莫·久拉在布达佩斯发现了此天体。
該小行星以羅馬尼亞中西部地區外西凡尼亞命名。
这颗小行星的绝对星等为148.0167762720758等。